# Giovanni Bartolucci
Giovanni Bartolucci (Bibbiena, 27 febbraio 1984) è un ex calciatore italiano, di ruolo difensore.

## Carriera

### Club

#### Inizi con Fiorentina e Juventus
Figlio d'arte (il padre Attilio ha giocato nelle giovanili del Milan) Giovanni Bartolucci cresce calcisticamente nella Fiorentina fino ad esordire in Serie A contro la Lazio il 10 giugno 2001, non ancora maggiorenne, sotto la guida di Roberto Mancini. A seguito delle vicende societarie che portano alla retrocessione la squadra toscana, Bartolucci, insieme ad Andrea Luci e Claudio Scarzanella, si accasa alla Juventus. Con la primavera bianconera, allenata da Gian Piero Gasperini, vince il Torneo di Viareggio per due anni consecutivi. Esordisce anche con la prima squadra di Marcello Lippi in finale di Coppa Italia, e sempre contro la Lazio.

#### Crotone, Pisa e Sassari Torres
Nell'estate 2004 viene girato in prestito al Crotone, in Serie B, dove militano altri suoi ex compagni bianconeri e allenata dal suo ex tecnico della primavera bianconera Gasperini. Nel mercato invernale si trasferisce a Pisa, in Serie C1. In seguito gioca un anno nella Sassari Torres arrivando a disputare con i sardi i play-off per la promozione in Serie B, persi contro il Grosseto.

#### Siena e ritorno in Serie C1
Nella stagione 2006-2007 viene acquistato dal Siena, in Serie A, dove non colleziona neanche una presenza ma 18 presenze e 2 gol nella formazione Primavera.
Così l'anno seguente decide di trasferirsi nuovamente in Serie C1 al Monza e poi nel 2008-2009 nella Pistoiese, riuscendo anche a segnare il suo primo gol tra i professionisti.
Nell'estate del 2009 Bartolucci cambia nuovamente casacca trasferendosi al Lecco, sempre in Serie C1. Qui gioca con continuità, segna 2 gol e i blucelesti retrocedono.

#### Gubbio
L'anno successivo inizia così l'avventura nel Gubbio, squadra neopromossa in Serie C1 e allenata da Vincenzo Torrente. Bartolucci è titolare fisso nella formazione e contro il Como, il 27 febbraio 2011 (giorno del suo compleanno), arriva anche la prima marcatura stagionale. Conclude la stagione con la promozione in Serie B collezionando in totale 28 presenze e un gol.
Nella stagione cadetta al Gubbio gioca di meno e conclude la stagione con 21 presenze in campionato, retrocedendo. Rimane nel club eugubino fino al 2014.

#### Scandicci
Nel 2014 si accasa allo Scandicci, formazione toscana di Serie D dove gioca per due stagioni. Nell'estate 2016 non rinnova il contratto e rimane svincolato.

## Palmarès

### Club

#### Competizioni nazionali
- Lega Pro Prima Divisione: 1

Gubbio: 2010-2011

#### Competizioni giovanili
- Torneo di Viareggio: 2

Juventus: 2003, 2004
- Coppa Italia Primavera: 1

Juventus: 2003-2004